# Michael Dietz (attore)
Michael Dietz (Allison Park, 10 febbraio 1971) è un attore e produttore televisivo statunitense.

## Carriera
Attore attivo principalmente nel campo delle soap opera, è noto soprattutto per i ruoli di Alan-Michael Spaulding in Sentieri (1996-1997), del dottor Joe Scanlon in General Hospital e Port Charles (1997-1999) e del dottor Mark MacClaine in Beautiful (2002-2005).
È sposato dal 2002 con l'attrice Paige Rowland, dalla quale ha una figlia, Madison Michaela. In precedenza, era stato fidanzato con l'attrice Arianne Zucker.

## Filmografia

### Attore

#### Cinema
- Looking for Bobby D (2001)

#### Televisione
- Baywatch - serie TV, 1 episodio (1996)
- Beverly Hills 90210 - serie TV, 4 episodi (1996)
- Sentieri (Guiding Light) - soap opera (1996-1997) - Alan-Michael Spaulding
- General Hospital - soap opera (1997-1999)
- Port Charles - soap opera (1997-1999)
- Wasteland - serie TV, 1 episodio (1999)
- Streghe (Charmed) - serie TV, 3x02 (2000)
- Beautiful (The Bold and the Beautiful) - soap opera, 64 episodi (2002-2005)
- CSI - Scena del crimine (CSI - Crime Scene Investigation) - serie TV, 1 episodio (2004)
- Dr. House - Medical Division (House, M.D.) - serie TV, 1 episodio (2005)
- Passions - soap opera (2007)
- Il tempo della nostra vita - soap opera (2025)

### Produttore
- Big Brother, 70 puntate (2000)
- Great American Road Trip (2009)
- Chefs vs. City, 20 puntate (2009-2010)
- Minute to Win It, 7 puntate (2010-2011)
- Stars Earn Stripes, 4 puntate (2012)
- Killer Karaoke (2012)

## Doppiatori italiani
- Diego Sabre in Sentieri[9][10]
- Christian Iansante in Port Charles[11][12]
- Riccardo Rossi in Beautiful[13]